# Schlacht bei Kobrin
Wilkomir – Grodno – Mir – Ekau – Riga – Mogiljow – Ostrowno – Kobrin – Kljastizy – Gorodeczno – Smolensk – Polozk I – Walutino – Borodino – Moschaisk – Tarutino – Malojaroslawez – Polozk II – Wjasma – Dorogobusch – Tschaschniki – Ljachowo – Smoljany – Kaidanow – Krasnoi – Borissow – Beresina
Die Schlacht um Kobrin fand am 15. Julijul. / 27. Juli 1812greg. während Napoleons Russlandfeldzugs am südlichen Flügel im Raum östlich von Brest statt. Dabei wurde ein sächsisches Truppenkontingent in Kobrin von den russischen Truppen umstellt und gefangen genommen.

## Vorgeschichte

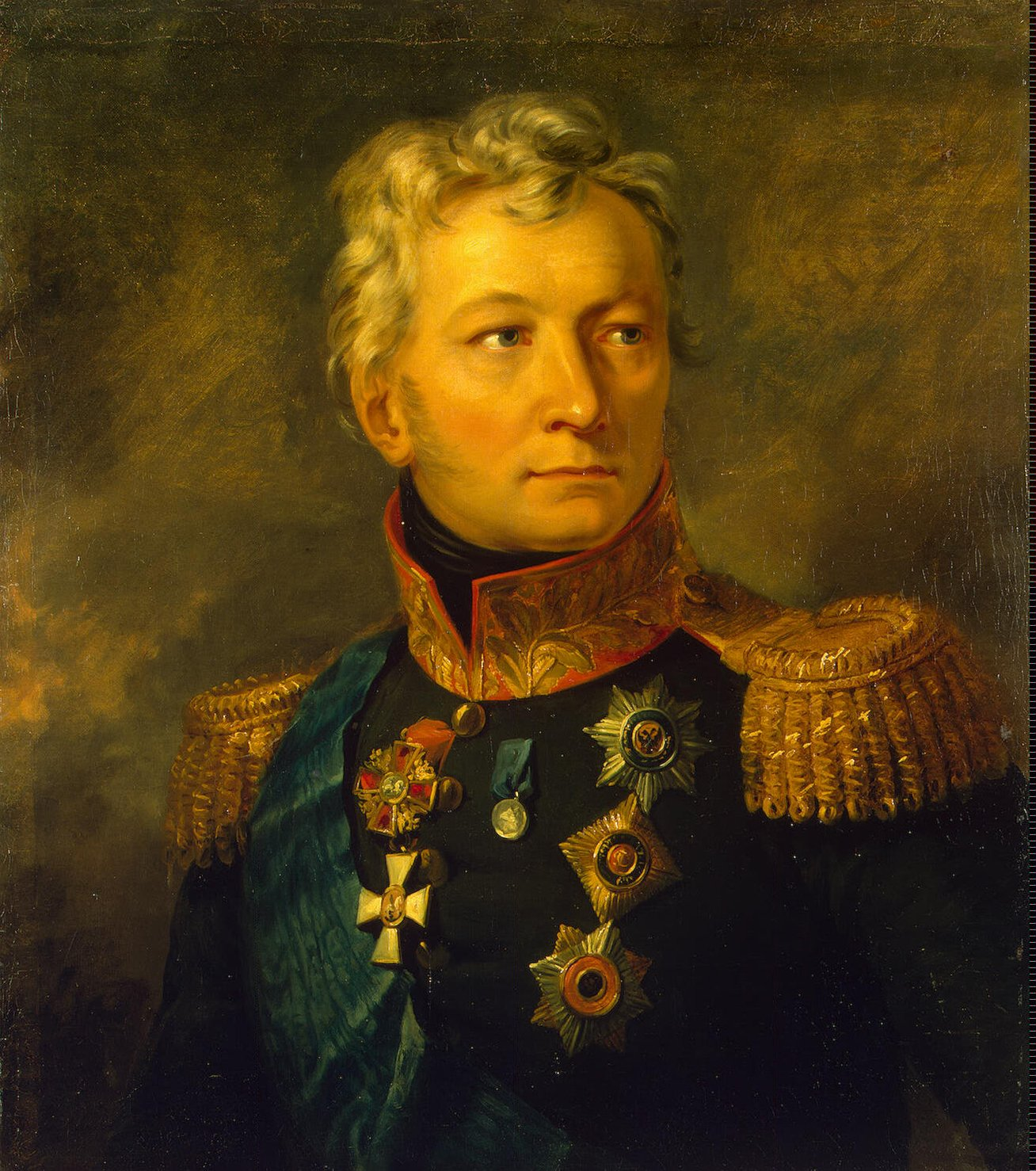
Alexander Petrowitsch Tormassow

In den ersten Wochen des Feldzuges hatte Napoleon die Stärke der russischen 3. Armee unter Tormassow unterschätzt. Zwischen Juli und September 1812 wurde die Lage an der Südflanke für Napoleons Grande Armee gefährlich. Admiral Tschitschagows Donauarmee war im Begriff, sich bei Luzk in der Nordwestukraine mit der 3. Armee zu vereinigen. General Tormassow hatte auch die Nordgrenze der Ukraine zu schützen und daher die Reihen seiner 45.000 Mann sehr ausdünnen müssen. Trotzdem waren seine Truppen dem französisch-sächsischen VII. Korps mit etwa 19.000 Mann unter General Reynier an Größe weit überlegen. Dieses Korps hatte den Auftrag, die ursprüngliche Südflanke Napoleons zu decken. Von Zar Alexander und General Bagration gedrängt, rückte Tormassow nördlich gegen das Gebiet des Herzogtums Warschau vor. Bereits Mitte Juli waren leichte Truppen Tormassows bei Wlodawa, Rubieszow und Krilowo über den Fluss Bug in das Gebiet des Herzogtums eingebrochen. Diese Streifzüge verbreiteten Angst und Schrecken bis nach Warschau. Viele Polen glaubten, dass die Russen in einem kühnen Vorstoß Warschau selbst besetzen könnten. Der Plan Tormassows sah jedoch vor, das französische Heer im Rücken zu fassen und einen weitaus nachhaltigeren Schaden anzurichten als durch eine vorübergehende Einnahme Warschaus.
Durch die Ratifizierung des Friedens mit dem osmanischen Sultan konnten sich die angespannten Nerven der russischen Heeresführung und des Zaren beruhigen. Die Gefahr bestand bis zum Schluss, dass die türkischen Truppen die ausgedünnten Linien der Russen in der Ukraine angreifen könnten. Nachdem die Streifzüge über den Bug die nötige Unsicherheit beim Gegner erzeugt hatten, konnte General Tormassow um den 22. Juli seine Truppen zurückziehen und wandte sich mit seiner ganzen Armee nordwärts, um sich mit den Divisionen unter Kamenskis Befehl zu vereinen. Am 24. Juli besetzte die Division des Generals Tscherbatow Brest.

### Beteiligte Truppen

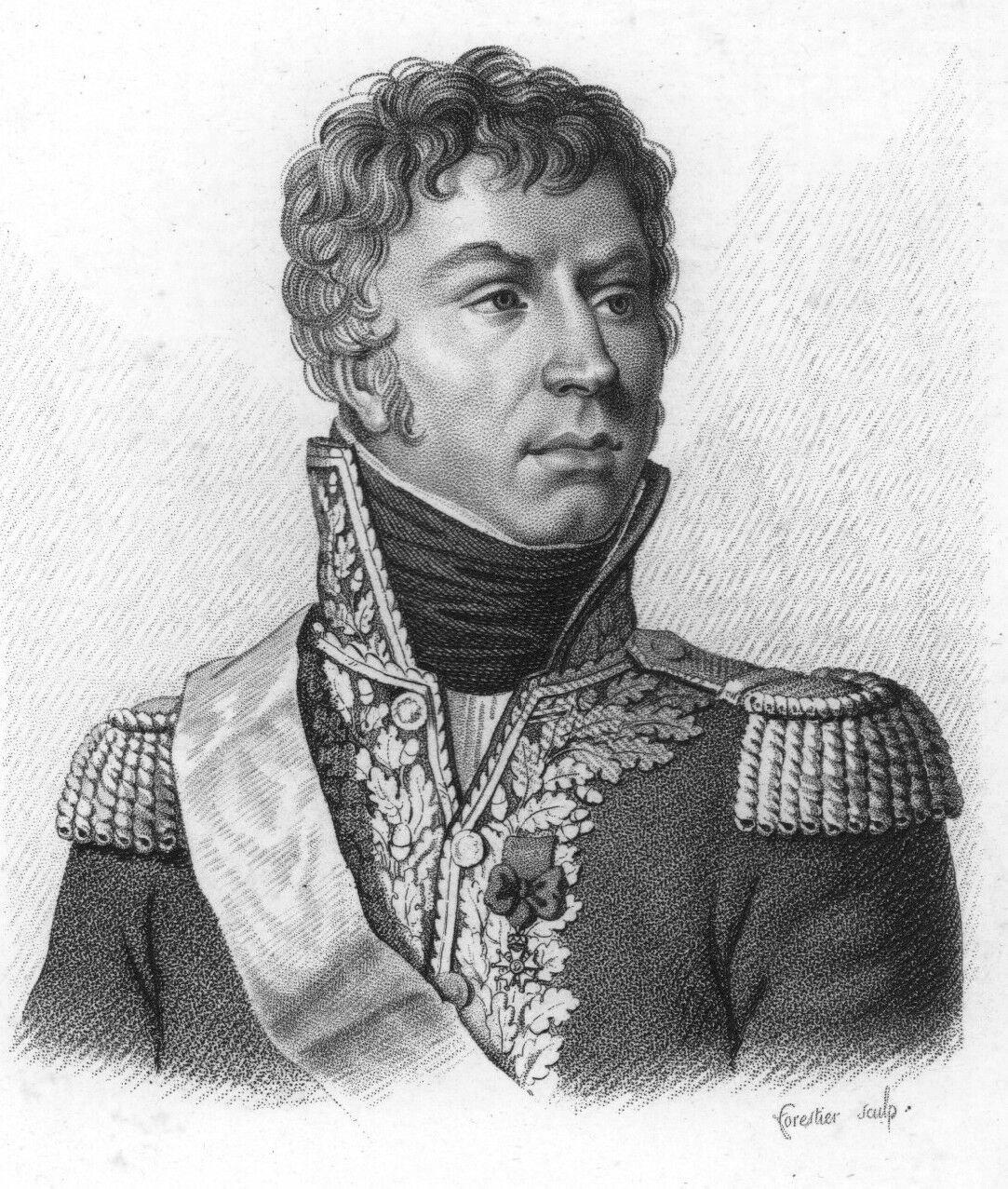
General Reynier

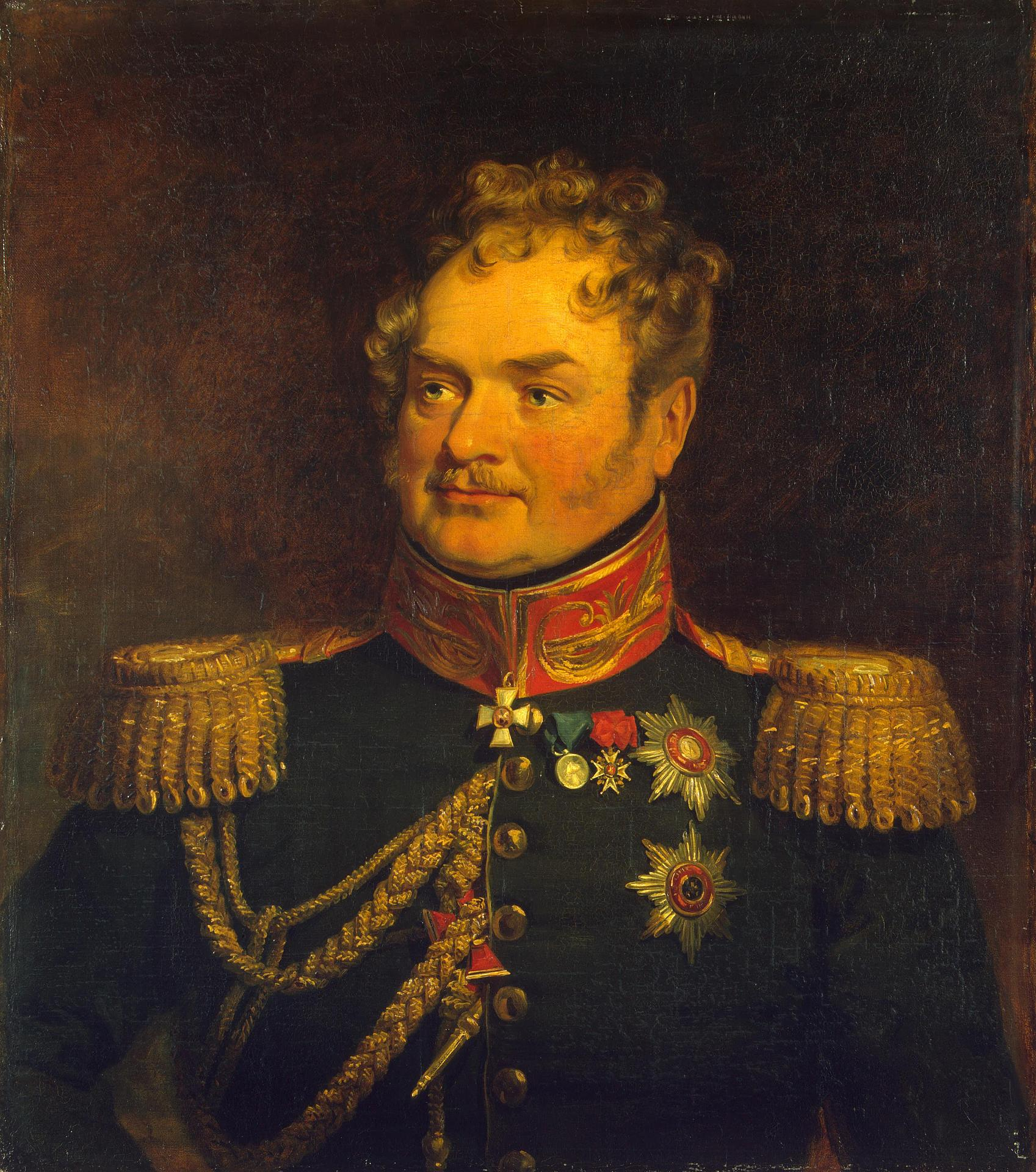
General Charles de Lambert

Französisch-sächsisches VII. Armeekorps unter General Jean-Louis-Ebenezer Reynier
– ca. 19.000 Mann
Befehlshaber Vorhut: Generalmajor Heinrich von Klengel
- 2 Bataillone Linieninfanterie des 1. Regiments König (Sachsen)
- 6 Kompanien Linieninfanterie des 2. Regiments Niesemeuschel (Sachsen)
- 3 Schwadronen Ulanen (Sachsen)

Russische 3. Armee unter General Alexander Petrowitsch Tormassow – ca. 45.000 Mann
- 13. Infanteriedivision unter General Graf Charles de Lambert  – ca. 15.000 Mann, inkl. Kavallerieeinheiten (ca. 1–2 Jägerregimenter)

## Die Schlacht
Am 27. Juli 1812 näherten sich die russischen Streitkräfte dem kleinen Städtchen Kobrin. General Tormassow kam aus dem Süden und die Divisionen des Grafen Lambert und des Generals Tscherbatow kamen aus dem Westen. General Reynier stand mit der Masse seines VII. Korps bei Pruszany. Die sächsische Vorhut unter dem Befehl von General Klengel hielt Kobrin besetzt. Kleinere Vorposten waren in Brest, Janow und Pinsk in Stellung gegangen. General Tormassow befahl der Avantgardedivision des Generals Tschaplitz Kobrin von Osten zu umgehen und nur wenig Kavallerie zurückzulassen, um Klengels Truppen zu blockieren, die sich in den Gebäuden am südlichen Stadtrand verschanzt hatten. Nachdem die Russen die sächsischen Vorposten aus den drei Orten vertrieben hatten, griffen am 27. Juli um 6 Uhr morgens die russische Infanterie und Kavallerie die sächsische Brigade von Dywin und Harodezka her an und warfen die Verteidiger nach heftigem Widerstand in die Stadt Kobrin zurück. Bereits zwei Stunden später war die Besatzung vollständig eingeschlossen. Die Sachsen beschränkten sich darauf, die Tore von Kobrin und die Brücken über den Fluss Muchawez zu verteidigen. Ein Versuch der sächsischen Ulanen, die Einschließung zu durchbrechen, misslang. Kobrin wurde durch die russischen Geschütze in Brand geschossen. Außerdem gingen den sächsischen Verteidigern das Pulver und die Kugeln aus. Bereits um 14 Uhr mussten sie sich den Russen, die mit fünffacher Übermacht angriffen, ergeben.
Von den 2300 Mann der Garnison starben gegen 1000 Mann oder wurden verwundet. General Klengel, drei Obersten und 63 weitere Offiziere gerieten in Gefangenschaft. Vier Fahnen, acht Kanonen und alle persönlichen Ausrüstungen der Sachsen fielen in die Hände der Russen.

## Auswirkungen
General Tormassow wurde nach dem Treffen von Kobrin kritisiert, seine Chance, Reyniers Korps vollständig aufzureiben, nicht genutzt zu haben. Dieser Vorwurf war aber nicht berechtigt, da bei der verlorenen Schlacht von Gorodeczno/Podobna vom 31. Julijul. / 12. August 1812greg. die Initiative wieder an die Grande Armée überging. Napoleon gewann dadurch Zeit, die österreichischen Truppen unter Fürst Schwarzenberg zur Verstärkung von Reyniers Korps nach Süden zu beordern. Angesichts dieser Übermacht sah sich General Tormasow gezwungen, auf eine starke Verteidigungsstellung am Fluss Styr zurückzugehen. Der Sieg bei Kobrin hatte nicht nur die Moral der Russen gestärkt, sondern auch die 30.000 österreichischen Soldaten vom Hauptkriegsschauplatz weiter nach Süden abgezogen.